# HD 63465
HD 63465，又名CD-38 3650，SAO 198442、HR 3035，是一颗恒星，视星等为5.08，位于銀經253.08，銀緯-6.63，其B1900.0坐标为赤經7h 43m 52.5s，赤緯-38° -6.63′ 49″。